# Дартмурски кръстове
Дартмурските кръстове (на английски: Dartmoor crosses) са група от около 150 каменни кръста, разположени в националния парк „Дартмур“ в централната част на графство Девън, Югозападна Англия.
Възрастта им е различна и варира между 100 и 1000 години. Кръстовете се намират на сравнително голямо разстояние един от друг.
Повечето са служили за ориентация в монотонната блатисто-ливадна местност. Част от тях обозначават средновековни пътища между различни манастири, докато други са издигнати като паметници, места за молитва или за обозначаване на граници.